# Huta Szkła Wymiarki
Huta Szkła Wymiarki – huta szkła działająca w miejscowości Wymiarki.

## Historia
Pierwsze wzmianki o wytwarzaniu szkła w rejonie Wymiarek pochodzą ze średniowiecza. W 1657 roku książę czeski Euzebiusz von Lobkovitz założył hutę. Tutejsze wyroby były bardzo popularne w Europie. W małej miejscowości funkcjonowało aż pięć hut. Obecny zakład powstał z połączenia hut Grose, Hadrian oraz Poncet.
Od 1950 roku, obok zakładów w Iłowej i Łęknicy, huta (wówczas Zakłady Szklarskie w Wymiarkach) weszła w skład Żagańskich Hut Szkła w Iłowej. W 1991, podczas przekształcania ŻHS w Vitrosilicon S.A., Huta Szkła Wymiarki przekształciła się w, niezależną od pozostałej części dawnego przedsiębiorstwa, spółkę Hutsop. Od stycznia 2008 ok. 35% akcji Hutsopu należy do Vitrosilicon SA z Iłowej.
Od 2014 roku jest drugim – po dawnej częstochowskiej hucie Paulina – polskim zakładem austriackiego koncernu Stölzle Glass. Wcześniej Hutsop działał jako spółka akcyjna (KRS 0000039314).

## Produkty
Zakład specjalizuje się w produkcji zniczy oraz słoików.